# Kaśyapa

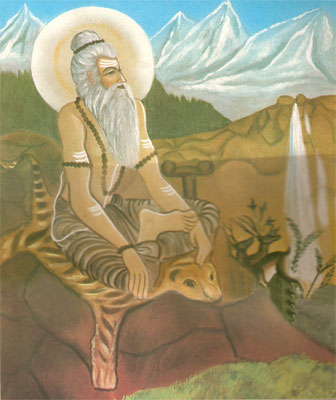
Kaśyapa, uno dei sette antichi saggi del Rigveda

Kaśyapa (sanscrito:  कश्यप) è un venerato saggio vedico dell'Induismo; è chiamato anche Prajāpati. 
Kaśyapa è un nome antico comune, che negli antichi testi indù e buddisti si riferisce a molte personalità diverse.

## Biografia
Kaśyapa è uno dei sette antichi saggi (Ṛṣi) citati nel Ṛgveda ed è presente in numerosi altri testi sanscriti e mitologie indiane. Il dio Brahmā è considerato suo nonno. Kaśyapa viene ritenuto progenitore degli esseri umani in quanto padre di Vivasvat e nonno di Manu. 
Alcuni degli inni vedici sono attribuiti a lui e nei testi vedici è anche un essere mitico associato al sole.

## Le mogli e i figli
Nel Mahābhārata e nei Purāṇa, Kaśyapa è un rishi che ha sposato un certo numero di figlie di Daksha, attraverso le quali sono discesi tutti gli esseri del mondo. Daksha Brahma era uno dei manasaputra di Brahmadeva. Su ordine di Brahmadeva, ottenne sessanta figlie per la procreazione e ne diede tredici come spose a Kaśyapa. Tutti gli esseri viventi sono figli di queste mogli di Kaśyapa, che includono creature marine e piante.
I diversi testi forniscono indicazioni diverse sulle spose di Kaśyapa. Secondo il Ramayana ha sposato otto figlie: Aditi, Diti, Danu, Kalaka, Tamra, Krodhavasha, Manu e Anala. Il Mahābhārata afferma che Kaśyapa ha sposato tredici figlie e dà i loro nomi come Aditi, Diti, Danu, Kala, Danayu, Simhika, Krodha, Pradha, Vishva, Vinata, Kapila, Muni e Kadru. Il Viṣṇu Purāṇa concorda con il numero tredici, ma l'elenco fornito è leggermente diverso: Aditi, Diti, Danu, Arishta, Surasa, Surabhi, Vinata, Tamra, Krodhavasha, Ira, Khasa, Kadru e Muni. Mentre il numero tredici è costante, i nomi variano in diversi Purana. Altri nomi delle mogli di Kaśyapa in vari Purana includono Anayusha o Danayusha, Sarama e Tvisha. 
Anche la descrizione dei suoi discendenti attraverso le sue mogli varia, ma generalmente sono i seguenti:  
- Aditī: sono suoi figli gli Aditya o Deva, gli abitanti del paradiso, chiamati anche sura. Aditi aveva un potere divino; prominente tra i suoi figli è Indra, il capo degli dei.[3] Era la madre di trentatré dèi, che di solito includono i dodici Aditaya, undici Rudra, otto Vasu e due Ashvin. Anche Vivasvat e Vamana, un'incarnazione di Vishnu, sono nati da lei. [2]
- Diti: sono suoi figli i Daitya, rivali degli Aditiya. Ignoranza di natura maligna, malvagità, indolenza, torpore e tardina dei Daitya erano le ragioni principali del loro odio verso gli Aditya.

- Dānu: sono suoi figli i Danava. Vrishaparva e Viprachit erano prominenti tra loro.
- Arishta: sono suoi figli i Gandharva. Questi vivevano a Vichitraloka e l'arte della danza da loro proposta è ancora popolare nel mondo.
- Sarama: i suoi figli sono cani, tigri e altri animali che indulgono alla violenza.
- Kashta (Khasa): da lei sono nati il cavallo e altri animali con un solo zoccolo.[3] Khasa era inoltre la madre di Yaksha e Raksasa. [2]
- Thamra: sono nati da lei Shuka, Shyena, gridhra (famiglia delle aquile) e altri uccelli.
- Krodhavasha: i suoi figli sono gli scorpioni e rettili della famiglia dei serpenti.
- Ila: ha dato alla luce la vita vegetale. Ciò include alberi di tutte le dimensioni, piante da fiore e piante rampicanti.
- Vinata: era la madre di Aruṇa e Garuda, e progenitrice degli uccelli.
- Kadrū: era la madre dei Naga o serpenti.
- Surasa: i suoi figli sono gli Yathudhanas o demoni.
- Thimi: sono suoi figli tutte le creature che vivono nell'acqua, inclusa la balena.
- Surabhi: sono suoi figli mucche, bufali e altri esseri con doppio zoccolo. Anche Nandi, la vacca divina, è nata da Surabhi.
- Muni: sono sue figlie le Apsaras, le danzatrici celesti. Muni ha dato alla luce anche Arishta o Pradha a Gandharva.

Altre erano madri di vari esseri. Kaśyapa sposò anche due figlie di Vaishvanara, Puloma e Kalika, e da loro generò sessantamila Danava conosciuti come Pauloma e Kalakanja o Kmakeya.

## Testi indù
Kaśyapa è menzionato  in numerosi testi indù come i Purana e i poemi epici. Queste storie sono ampiamente incoerenti e molte sono considerate allegoriche.   
Kaśyapa è chiamato anche Kapila. I Purana lo considerano come uno dei Saptharshi e Prajapati. Come molti altri saggi, tutti questi Kaśyapa potrebbero non essere una sola persona. Era il figlio di Kardama Prajapathi e Devahuti ed è considerato un avatar di Vishnu. Ma secondo altre versioni sulla sua nascita, è il figlio di Saptharshi Marichi. A lui viene attribuita una parte del Rig Veda. Ha composto il Kashyap Samhita, uno dei primi libri sull'Ayurveda, ed era un chirurgo esperto. Il Mahabharata fornisce un riferimento a un testo chiamato Nigandu, un primo dizionario di parole difficili in sanscrito, scritto da Kaśyapa. Questo era il libro di base su cui Yaska scrisse Nirukta, un Vedanga.
È prominente nel Bhagavata Purana, predicando la bhakti a sua madre Devahuti. Il Bhagavatam e la Bhagavad Gita presentano in parte una versione teistica della sua filosofia Samkhya. Tuttavia Kaśyapa protestò contro il sacrificio di animali a Yajna. Nei Purana si dice che Kaśyapa insegnò al suo discepolo Asuri la filosofia nota come Samkhya yoga. Asuri potrebbe essere stato il propagatore e famoso filosofo della filosofia Sankya, ma nessun documento scritto su di lui è stato recuperato finora. 
Nel Ramayana è sposato con le otto figlie di Daksha, mentre nel Mahabharata e nel Vishnu Purana è descritto come sposato con tredici figlie. Alcuni dei nomi delle tredici figlie sposate da Kaśyapa nel testo indù Vishnu Purana sono diversi dall'elenco trovato nel Mahabharata.
Alcuni testi lo descrivono come figlio di Marichi e discendente della dinastia solare, altri come discendente di Uttamapada che sposò le figlie di Daksha, e altri ancora come discendente di Hiranya Kashyapa. Questi testi possono corrispondere a personaggi diversi, tutti chiamati Kaśyapa . In alcuni Purana, si dice che Kaśyapa abbia prosciugato la valle del Kashmir per renderla abitabile.

## Attribuzioni
Kaśyapa è venerato anche nella tradizione indù e numerose leggende e testi composti nell'era medievale gli vengono attribuiti con reverenza in varie tradizioni indù. Alcuni trattati a lui intitolati o attribuiti a lui includono:
1. Kashyapa Samhita, chiamato anche Vriddajivakiya Tantra o Jivakiya Tantra, un classico libro di riferimento sulla pediatria ayurvedica, ginecologia e ostetricia.  Il trattato è scritto come un dialogo tra il  saggio medico Kaśyapa e il suo studente di nome Vriddhajivaka, e per lo più relativo alla cura dei neonati e alle malattie dei bambini. 
- Il Kashyapa Samhita descrive il comportamento del medico nei confronti delle donne. Nella famiglia del paziente non dovrebbe mai fare battute con le donne, nemmeno con le domestiche. Non dovrebbe pronunciare i loro nomi senza prefissare termini di riverenza. Non dovrebbe provare ad avere alcuna transazione o grande attaccamento a loro. Non dovrebbe accettare nulla dalla donna senza che suo marito lo sappia. Non dovrebbe mai entrare senza aver informato in anticipo. Non dovrebbe né parlare né sedersi con una donna in privato. Non dovrebbe guardala quando è scoperta e non ridere di lei (Kashyapa Samhita, pp. 40, 41). [7]
- C'è una descrizione del periodo di formazione e degli ideali nutritivi nel giovane studente. Uno studente saggio che aspira a diventare un medico dovrebbe cercare di aumentare la sua competenza in tutti gli aspetti al meglio delle sue capacità con tutti i mezzi possibili, in modo da poter essere considerato un donatore di vita per le persone. Sulle qualità di un bravo studente, come elencato nel Samhita: una disposizione tranquilla, nobiltà, ragione e memoria, tutto il corpo, concentrato di mente, passione per lo studio, senza distrazioni di mente, abitudini pulite, pazienza, libero dall'avidità, libero dall'arroganza, posseduto dalla determinazione, gentiluomo, intelligente, grande mentalità, intatto nei sensi, resistenza, libero dall'egoismo. [7]
- Sulle qualità di un buon insegnante: elevate capacità eccezionali sia morali che intellettuali, una fonte inesauribile di conoscenza e ispirazione per i suoi allievi, necessaria per conoscere l'intera scienza, le scienze e le arti alleate a fondo ed esaurientemente, affetto illimitato per il suo discepoli, dedica cure personali e individuali a ogni allievo e sii la sua fonte di ispirazione e guida per tutta la vita.[7]

2.  Kashyapa Jnanakandah, o 'libro della saggezza di Kaśyapa': un testo del IX secolo del Vaisnavismo. 
3. Kaśyapa dharmasutra: probabilmente un testo antico, ora andato perduto. L'esistenza del testo è dedotta da citazioni e citazioni di studiosi indiani medievali. 
4. Kaśyapa sangita, probabilmente un altro testo antico, ora andato perduto. Un trattato sulla musica, è citato dallo studioso Shaivism e Advaita Abhinavagupta, in cui cita la spiegazione del saggio Kasyapa sul viniyoga di ogni rasa e bhava. Un altro studioso di musica indù di nome Hrdanyangama menziona i contributi di Kaśyapa alla teoria dell'alankara (decorazioni di note musicali). 
5. Kasyapasilpa, chiamato anche Amsumad agama, Kasypiya o Silpasastra di Kaśyapa, è un trattato sanscrito di architettura, iconografia e arti decorative, probabilmente completato nell'XI secolo.